# Real Audiencia y Chancillería de Ciudad Real
Die Real Audiencia y Chancillería de Ciudad Real war ein kurz Real Audiencia genanntes Gerichtsorgan, das im Jahr 1494 von Isabelle I. von Kastilien ins Leben gerufen wurde, um die Rechtspflichten in dem erst wenige Jahre zuvor mit der Eroberung des letzten muslimischen Reichs auf der iberischen Halbinsel, Granada, vergrößerten Reich der Katholischen Könige mit der bereits 1371 in Valladolid eingerichteten Real Academia zu teilen. Die Real Audiencia y Chancillería de Valladolid behielt die Rechtshoheit der Gebiete im Norden des Tajo, während in Ciudad Real über Rechtsfragen aus dem Gebiet südlich des Flusses entschieden wurde. Erster Präsident der Audiencia war Iñigo Manrique Obispo de Córdoba, einer der Unterzeichner des Vertrags von Granada. Die Audiencia de Ciudad Real war in einem heute nicht mehr vorhandenen Gebäude, dem Palacio de los Marqueses de la Casa de Treviño, untergebracht und brachte Ciudad Real großes Prestige. Doch die Einrichtung blieb nicht lange in dieser Stadt; schon 1500 wurde beschlossen, das Gerichtsorgan in die neu zu schaffende Real Chancillería de Granada zu verlegen, was dann 1505, wenn auch unter Protest aus Ciudad Real, umgesetzt wurde.